# Okumura Toshinobu

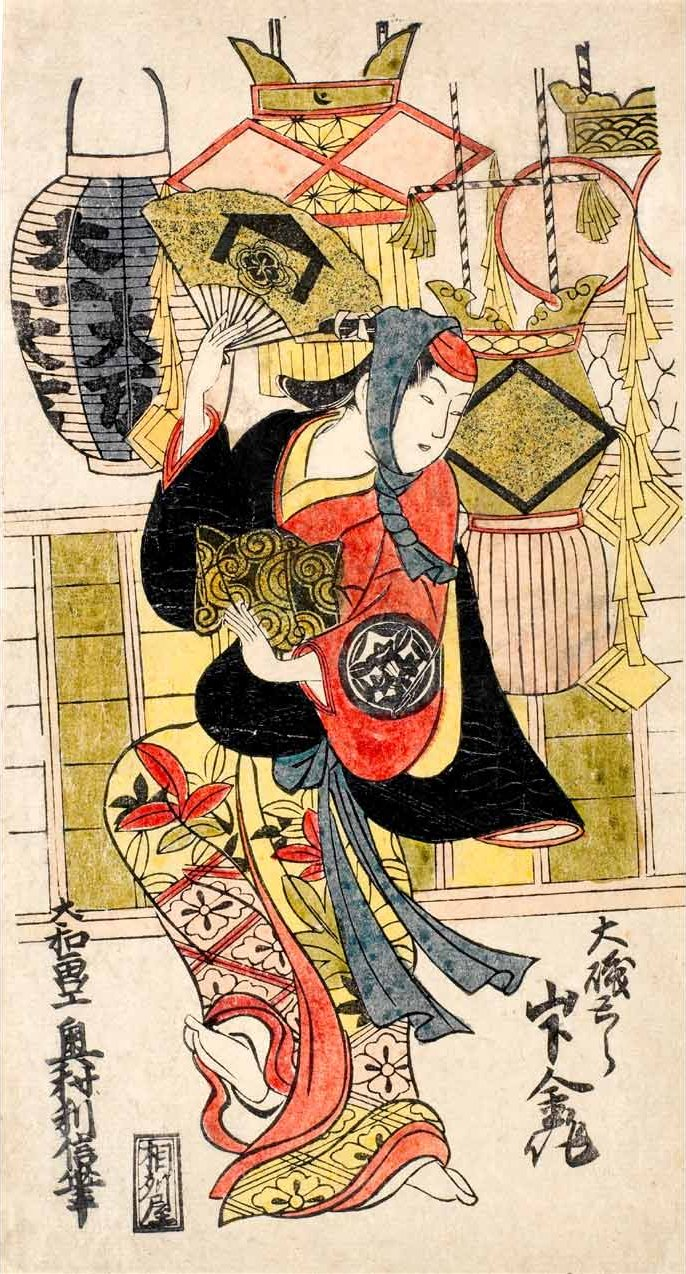
Estampe : l'acteur Yamashita Kinsaku I (1740).

Okumura Toshinobu est un artiste japonais ukiyo-e, actif entre 1716 et 1751.
Contemporain de Okumura Masanobu, il s'inscrit dans sa lignée, et produit des estampes colorées à la main, en faisant appel aux techniques de l’urushi-e (« estampe de laque ») et du beni-e. 